# Athos Ammannato
Athos Ammannato (Roma, 11 novembre 1911 – Mar Mediterraneo, 20 febbraio 1941) è stato un ufficiale e aviatore italiano, che dopo aver preso parte alla guerra d'Etiopia e alla guerra civile spagnola ricoprì l'incarico di Capitano pilota della Regia Aeronautica nel corso della seconda guerra mondiale, dove fu decorato con la medaglia d'oro al valore militare alla memoria.

## Biografia
Nacque a Roma l’11 novembre 1911, figlio di Valentino e Ines, e dopo aver frequentato il Collegio Militare di Roma nell’ottobre 1931 entrò nella Regia Accademia Aeronautica di Caserta, Corso Leone, da cui uscì con il grado di sottotenente pilota il 6 settembre 1934. Con l’avvicinarsi dello scoppio della Guerra d'Etiopia chiese di essere assegnato ai reparti di volo operanti in Africa Orientale Italiana nel corso partecipando attivamente alle operazioni belliche dal dicembre 1935 all'aprile 1936. Per le azioni di guerra svolte in questo teatro operativo fu decorato con una Medaglia d’argento al valor militare. Rimase in colonia anche dopo il termine delle ostilità, partecipando alle grandi operazioni di polizia coloniale fino al marzo 1937, venendo decorato con una Medaglia di bronzo al valor militare.
Rientrato in Patria, qualche tempo dopo partì per combattere nella guerra di Spagna, dove si distinse nuovamente tanto da essere decorato con una seconda Medaglia d’argento al valor militare.

### La campagna in Africa settentrionale

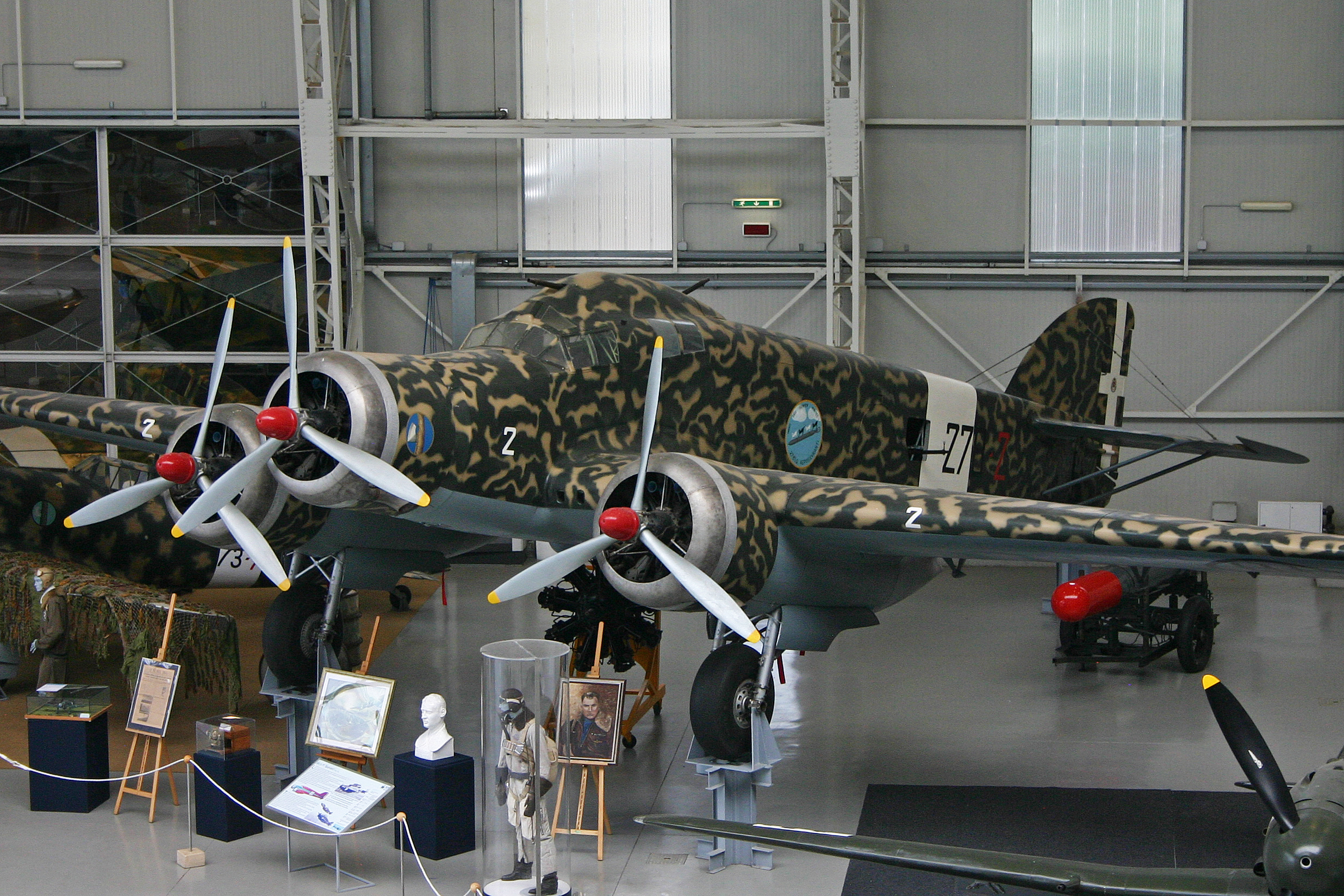
Un esemplare di Savoia-Marchetti S.79 esposto presso il Museo storico dell'Aeronautica Militare di Vigna di Valle.

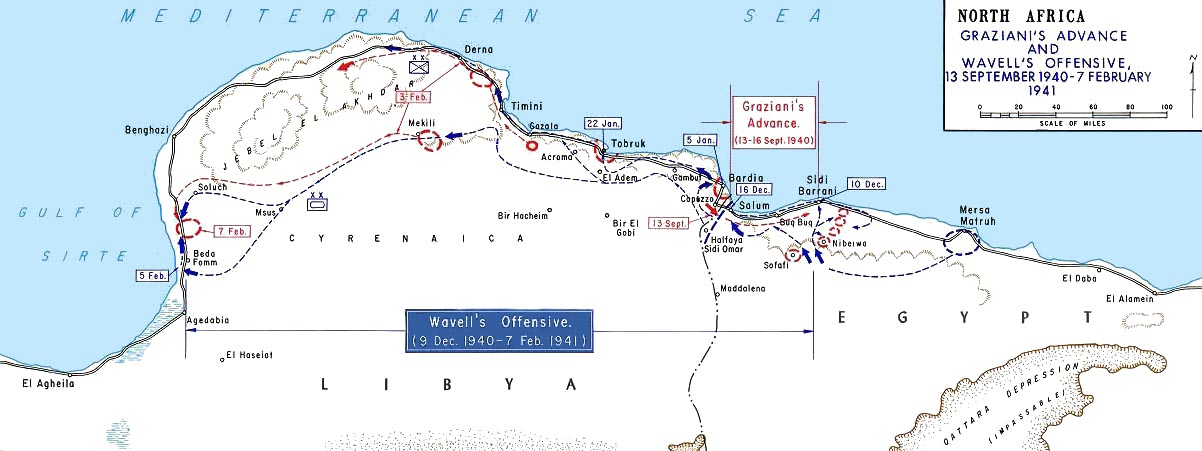
L'avanzata del Maresciallo d'Italia Graziani e la controffensiva del generale Wavell, 13 settembre 1940 - 7 febbraio 1941

Dopo l'entrata in guerra dell'Italia, avvenuta il 10 giugno 1940, gli venne affidato il comando della 235ª squadriglia appartenente al 60º Gruppo del 41º Stormo Bombardamento Terrestre, allora al comando del colonnello Enrico Pezzi, ed equipaggiata con i bombardieri Savoia-Marchetti S.79 Sparviero inizialmente basata a Gela in Sicilia. Durante il corso delle prime operazioni belliche, tra cui la battaglia di Punta Stilo, fu decorato con la terza Medaglia d'argento al valor militare. Nell'ottobre del 1940 lo Stormo si rischierò in Africa settentrionale dapprima presso l'aeroporto di Benina, poi su quello di Castelbenito, in seguito presso l'aeroporto di Tmimi a 100 km ad ovest di Tobruk.
Nel corso della sua permanenza in Africa settentrionale partecipò a missioni di bombardamento sia per il supporto all'offensiva italiana iniziale che si arrestò a Marsa Matruh, ma soprattutto operò per il contrasto alla controffensiva britannica della fine del 1940 che con la 6ª Divisione australiana nel corso dell'Operazione Compass quasi distrusse la decima armata italiana.
Il 20 febbraio 1941, di ritorno da una missione, la sua squadriglia ebbe l’ordine di rientrare in Italia. Decollato dal campo d’aviazione di Zavia, il suo aereo cadde in mare colpito da un fulmine mentre sorvolava il golfo di Napoli, nel Mediterraneo centrale, causando la morte di tutto l’equipaggio. Per onorarne il coraggio fu decretata la concessione della Medaglia d'oro al valor militare alla memoria.
Oltre che una via di Roma, al capitano Athos Ammannato è stato intitolato il 1º maggio 1971 il 41º Stormo dell'Aeronautica Militare.

### La famiglia di Ammannato
Dopo la morte del capitano Athos Ammannato, gli succedette nel comando della 235ª Squadriglia il fratello Aramis Ammannato. Il padre di entrambi era un bersagliere maestro di scherma anche del principe Umberto di Savoia e battezzò i suoi tre figli Athos, Aramis e Porthos come i tre moschettieri del romanzo di Alexandre Dumas. Tutti i tre fratelli frequentarono l'Accademia Aeronautica e furono ufficiali della Regia Aeronautica decorati al valor militare. Aramis Ammannato perse la vista nel 1945 durante la bonifica di ordigni inesplosi nell'aeroporto di Frosinone ed è stato per anni presidente dell'IKK Internationaler Kriengsblinder Kongress (Congresso Internazionale delle Associazioni dei Ciechi di Guerra)

### Annotazioni
1. ↑  Frequentando le palestre, presso i Padri Stimmatini di Santa Croce in via Flaminia e, in seguito nelle società sportive e negli istituti superiori, si dimostrò un valente atleta.
2. ↑  Attualmente Bin Gashir l'odierno aeroporto internazionale di Tripoli.
3. ↑  Oggi Al Tamimi, in Marmarica.

### Fonti
1. 1 2 3  Ufficio Storico Stato Maggiore dell'Aeronautica 1969, p. 122.
2. ↑  Dunning 1988, p. 42.
3. 1 2 3  Ufficio Storico Stato Maggiore dell'Aeronautica 1977, p. 138.
4. ↑  Ufficio Storico Stato Maggiore dell'Aeronautica 1977, p. 140.
5. 1 2 3 4 5 6  Ufficio Storico Stato Maggiore dell'Aeronautica 1977, p. 139.
6. 1 2  Dunning 1988, p. 43.
7. ↑  (EN) Sergente Maggiore Fiorenzo Milella, su surfcity.kund.dalnet.se, Biplane fighter aces. URL consultato il 5 giugno 2007.
8. ↑   Valentino Ammannato, su digilander.libero.it. URL consultato il 5 giugno 2007.
9. ↑  Sito del Quirinale.
10. ↑  Bollettino Ufficiale 1942, dispensa 30, pag.1471, e dispensa 39, pag.2054.